# Hale (Hampshire)
Pour les articles homonymes, voir Hale.

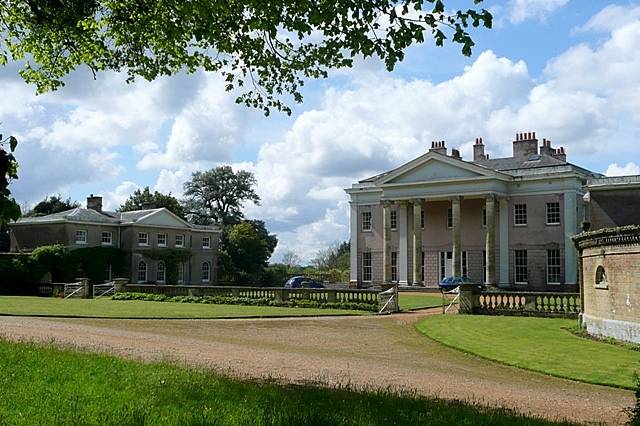
Hale House.

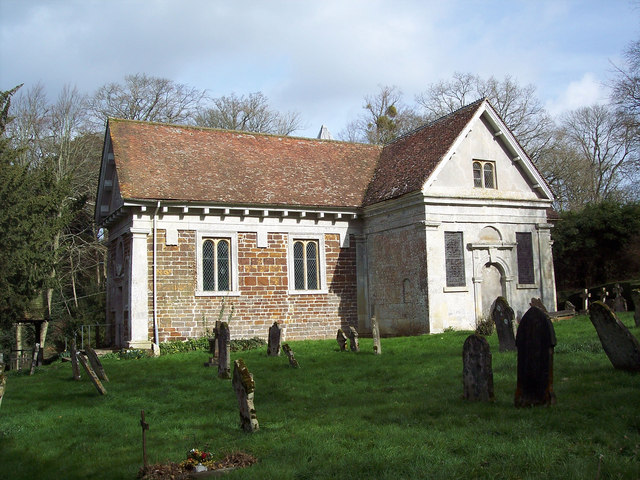
Église Sainte-Marys.

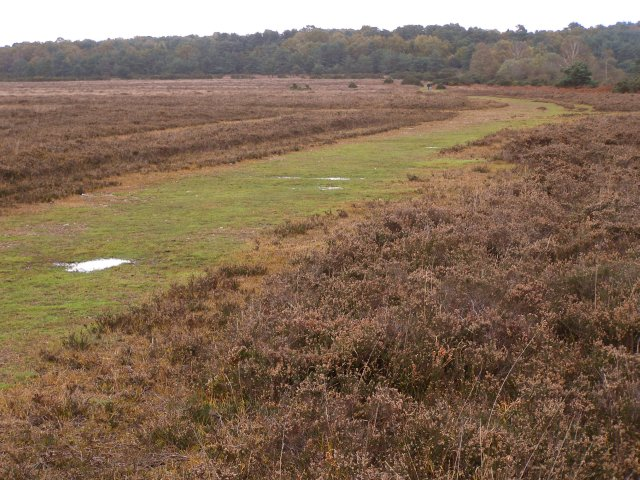
Hale Purlieu.

Hale est un petit village et une paroisse civile du Hampshire, en Angleterre. Il se situe à la frontière de la New Forest, surplombant la vallée de la rivière Avon. 

## Vue d'ensemble
Hale est un village au nord-est de Fordingbridge, situé dans une zone boisée, à l'est de la rivière Avon, dans le Hampshire.
Le village est à environ 5,6 km au nord-est de la ville de Fordingbridge et environ 13 km au sud de la ville de Salisbury. Dans la paroisse, Hale Park et Hale House, un grand manoir du XVIIIe siècle, ont été la maison de campagne de l'architecte Thomas Archer, celui qui a reconstruit l'église de Hale en 1717.
La localité consiste en une communauté dispersée avec quelques chaumières autour du green, une salle des fêtes et un bâtiment scolaire victorien qui abrite toujours l'école primaire.
Au centre du village se trouve Hatchet Green, un Site d'intérêt scientifique particulier (en anglais, Site of Special Scientific Interest, SSSI) et une Zone spéciale de conservation (ZSC). Il contient différentes espèces d'arbres, dont le chêne, le frêne, le bouleau, le houx, le cyprès de Lawson, le châtaignier et l'aubépine. La gestion a été reprise par le conseil de paroisse en 1975 car aucun propriétaire ne pouvait être retrouvé.

## Histoire
La manoir de Hale n'apparait pas dans le Domesday Book de 1086. Cependant, un hide de terrain dans  Charford était détenu du  roi par Alwi fils de Torber.
Alwi tenait également West Tytherley à l’époque du Domesday Book et depuis que Richard de Cardenvill, au début du XIIIe siècle, tenait Hale et West Tytherley du Roi. Il est possible que ce domaine de Charford soit Hale.
Au XIVe siècle, Hale passa par mariage à Sir Robert Brent de  Cossington, dans la famille duquel le manoir resta environ deux siècles.
Hale fut probablement vendu à l'un des Penruddocks au XVIe siècle. Ainsi, Robert Penruddock, mort sans enfant en 1583, avait manifestement un bail pour le manoir et fut le premier de la famille à s’installer à Hale. À cette époque, l’église médiévale d’origine a été en grande partie reconstruite, un « airain » sur le plancher de l'église est dédié à Sir John Penruddock, décédé le 8 mars 1600.
En 1631, Sir John Penruddock chargea l'architecte classique Inigo Jones de transformer l'église médiévale St Mary's à Hale en temple toscan sur les lignes de St Paul à Covent Garden. On a longtemps soupçonné que l’église soit le travail de Jones, mais la preuve n’a été découverte que récemment par Kate Bennett dans un manuscrit de la bibliothèque Bodleian, où une inscription latine entre les mains de la famille Penruddock attribue la construction de l’église à Jones, .
Hale est passé par mariage dans la famille Gage, jusqu'à ce que Thomas Gage, 1er vicomte Gage de Castlebar en Irlande ait vendu le manoir entre 1713 et 1720 à Thomas Archer, Groom Porter de la  Reine Anne, qui à la dernière date était autorisée à construire deux routes à Hale entre South Charford et Woodgreen.
Archer a démoli le manoir élisabéthain de Penruddock et a construit le manoir géorgien de style  palladien qui demeure aujourd'hui. Il a également modifié et agrandi l’église et la plus ancienne partie de l'avenue avec de la chaux. Andrew Archer, 2e baron Archer l'a détenu avant sa mort en 1778, ses héritières étant ses trois filles.
La famille May a pris la suite en 1789 et la famille Goff a acheté Hale en 1836.

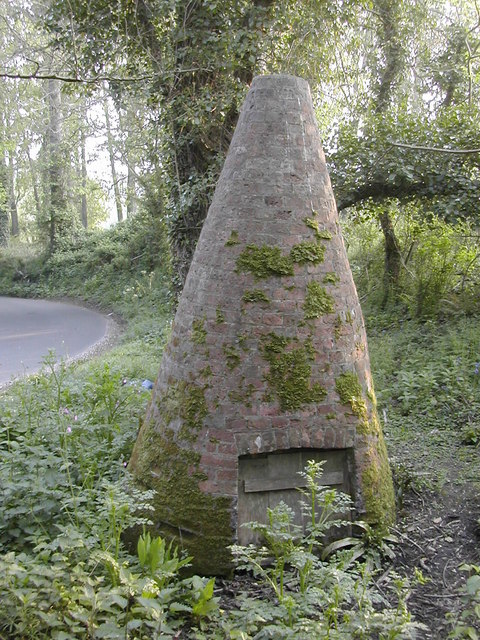
Puits Picket.

La paroisse civile de Hale fut formée en 1895. Jusqu'en 1920, Hale était un grand domaine et le village était effectivement fermé aux étrangers, sans auberge ni magasins. En 1920, le domaine a été divisé et vendu en lots. Hale House et son parc environnant subsistent toujours comme noyau de l'ancien domaine.

## Hale Park
À l'ouest de Hale se trouve Hale Park qui abrite un manoir géorgien de style  palladien, construit par Thomas Archer vers 1715 et agrandi au fil des ans,.
L'église du village est au nord-ouest du manoir. Elle est dédiée à Sainte Marie. Elle date principalement du XVIIIe siècle mais sa nef et son chœur sont du XVIIe siècle. La maison appartient maintenant à Patrick Hickman. Il a acheté la maison et les terrains en 1974.

## Hale Purlieu
À côté de Hale,  à Hale Purlieu, se trouve une zone gérée par le  National Trust. Hale Purlieu est une région de bruyères et de faune typiques. Le secteur a été pendant des siècles en dehors de la New Forest.
"Purlieu" signifie une zone qui a été défrichée et qui n'est pas soumise à la loi forestière. Il a été introduit dans les limites et dans la juridiction des Verderer en vertu du New Forest Act de 1964.